# ムラズ・ギオルガゼ
ムラズ・ギオルガゼ（グルジア語: მურაზ გიორგაძე、Muraz Giorgadze、1994年6月28日 - ）は、ジョージアのラグビーユニオン選手。

## プロフィール
- ジョージア・トビリシ出身[1]。
- ポジションはウィング(WTB)。
- 身長 183cm、体重 86kg
- ジョージア代表キャップは10（2025年4月現在）でラグビーワールドカップ2015のジョージア代表に選ばれた[2]。

## 略歴
2015年、RCアルマジ・トビリシに加入。